# San Bartolomé de Almonte
San Bartolomé de Almonte es un yacimiento arqueológico situado en Almonte, Huelva, de época tartésica dedicado a la extracción de plata.
El poblado tiene restos de dos periodos ocupacionales distintos, el primero en época calcolítica cuyos materiales se asimilan a la mitad del tercer milenio a. C. y el segundo en el Bronce Final, desde el siglo IX hasta principios del VI a. C.
El yacimiento se dispone de los restos de chozas de planta oval excavadas ligeramente en el suelo y realizadas con materiales vegetales perecederos. Esto ha causado la casi total desaparición de los materiales de construcción de la época.
Se sabe que durante época calcolítica la economía del pueblo era de tipo doméstico-familiar, de subsistencia, sin elementos de transacciones comerciales, los cuales si se produjeron durante la ocupación tartésica. Los elementos relacionados con la metalurgia son abundantes en el yacimiento, esto ha permitido a los investigadores saber más sobre la principal actividad en el lugar, también muy presente en todo el ámbito tartésico, y da lugar a la relación entre fenicios y tartesios.